# Sadarak
Sadarak ( azeri: Sədərək) é um dos cinqüenta e nove rayones do Azerbaijão, se encontra localizado na República Autônoma de Naquichevão. Tem um enclave na Armênia, em Karki que tem estado sob o controle armênio desde maio de 1992, quando foi capturado durante a guerra do Alto Carabaque. Sua cidade capital é a cidade de Heidarabade.

## Território e População
Possui uma superfície de 151,4 quilômetros quadrados, os quais são o lugar de uma população composta por umas 12.613 pessoas. Por onde, a densidade populacional se eleva a cifra dos 83,5 habitantes por cada quilômetro quadrado de este rayon.